# Troglohyphantes schenkeli
Troglohyphantes schenkeli är en spindelart som först beskrevs av Miller 1937.  Troglohyphantes schenkeli ingår i släktet Troglohyphantes och familjen täckvävarspindlar.
Artens utbredningsområde är Slovakien. Inga underarter finns listade i Catalogue of Life.